# 青荚叶科
青荚叶科只有一属—青荚叶属，共8种，原生于从喜马拉雅山区直到日本的广大区域，中国有约5种，分布于西北部、西南部和东部。
本可植物为落叶灌木；单叶互生，边缘有锯齿，托叶小；花小，单性，雌雄异株；雄花多至12朵，排成伞形花序生于叶面，稀生于枝上；雌花1－4朵聚生于叶面；花瓣3－5，雄蕊3－5；果实为一浆果状的核果。
1981年的克朗奎斯特分类法将这个属列入山茱萸科，2003年根据基因亲缘关系分类的APG II 分类法将其单独列为一个科，放到新设立的冬青目中。

## 下属物种
- 中华青荚叶 Helwingia chinensis Batalin
- 西域青荚叶 Helwingia himalaica Hook. fil. & Thomson ex C. B. Clarke
- 青荚叶 Helwingia japonica (Thunb.) F. Dietr.
- 峨眉青荚叶 Helwingia omeiensis (W. P. Fang) H. Hara & S. Kuros.